# Susitna-Gletscher
Der Susitna-Gletscher ist ein 36 km langer Talgletscher in der Alaskakette in Alaska (USA). 

## Geografie
Das Nährgebiet des Gletschers befindet sich an der Südflanke des Mount Hayes. Der Gletscher strömt in anfangs südwestlicher, später westlicher und schließlich wieder südwestlicher Richtung. Er nimmt dabei mehrere Tributärgletscher auf. Sein Einzugsgebiet reicht vom Mount Balchen im Westen bis zum Moby Dick im Osten. Das untere Gletscherende liegt auf einer Höhe von etwa 850 m und bildet den Ursprung des Susitna River. Die Gletscherbreite im unteren Bereich liegt bei 3,4 km.